# Ivar Stokke
Ivar Gunnar Stokke (ur. 26 stycznia 1911 w Kristiansund, zm. 22 lipca 1993 w Oslo) – norweski zapaśnik walczący w stylu klasycznym. Olimpijczyk z Berlina 1936, gdzie zajął dziesiąte miejsce w wadze koguciej do 56 kg.
Srebrny medalista mistrzostw Europy w 1939 roku.

## Letnie Igrzyska Olimpijskie 1936
| Konkurencja                  | Walki                 | Walki                 | Walki                  | Klas. końcowa |
| Konkurencja                  | Pierwsza runda        | Druga runda           | Trzecia runda          | Miejsce       |
| ---------------------------- | --------------------- | --------------------- | ---------------------- | ------------- |
| styl klasyczny, waga kogucia | Egon Svensson (SWE) P | Antoni Rokita (POL) W | Márton Lőrincz (HUN) P | X miejsce     |